# 162002 Spalatin
162002 Spalatin este o planetă minoră (asteroid) din centura de asteroizi. A fost descoperită pe 10 octombrie 1990 la Tautenburg de Freimut Börngen. 
Obiectul prezintă o orbită caracterizată de o semiaxă mare de 2,6542416898188 UAi, o excentricitate de 0,28, o înclinație de 3,7 ° în raport cu ecliptica.